# Paolo Pillitteri
Gian Paolo Pillitteri (Sesto Calende, 5 dicembre 1940 – Milano, 5 dicembre 2024) è stato un politico, giornalista e critico cinematografico italiano.
Importante esponente del Partito Socialista Italiano di Bettino Craxi negli anni '80 e nei primi anni '90, è stato sindaco di Milano dal 21 dicembre 1986 al 1º gennaio 1992 e deputato alla Camera dal 12 luglio 1983 al 1º luglio 1987 e dal 23 aprile 1992 al 14 aprile 1994.

## Biografia
È nato a Sesto Calende dal maresciallo dei carabinieri siciliano Armando Nazzareno Pillitteri, in servizio in quel comune, e da Zelia Albertazzi, figlia del podestà di Postalesio, in Valtellina, comune in cui dopo il trasferimento del padre a Sondrio è cresciuto con il fratello minore Gabriele. Nel 1946 la famiglia si trasferì a Milano, nel quartiere Porta Vittoria, ma il giovane Paolo venne inviato a risiedere e studiare a Sondrio, nel collegio dei salesiani, finché nel 1954 sì iscrisse a Milano al Liceo Ginnasio Giovanni Berchet; nel 1956 nacque un altro fratello, Umberto. Dopo aver svolto, da giovane, l'attività di giornalista, critico cinematografico e animatore culturale (diede vita ad uno dei primi cineforum nell'area milanese), inizia la carriera politica nell'ambito del Partito Socialista Italiano (PSI) e poi, a seguito dell'unificazione col Partito Socialista Democratico Italiano (PSDI), del Partito Socialista Unificato. Dopo la scissione del 1969 confluisce nel PSDI. Dal 1970 fa parte della giunta di Milano come assessore alla cultura. Durante il suo mandato la città attraversa un momento di grande vivacità artistica e culturale. Tra le rassegne realizzate in quegli anni vi è quella dedicata al nouveau realisme culminata con le installazioni di Christo in Piazza Duomo.
Nel 1975, profilandosi la svolta autonomista del PSI, Pillitteri fonda il Movimento Unitario di Iniziativa Socialista che confluisce nel PSI alle soglie della "rivoluzione dei quarantenni" che nel luglio 1976 porta alla segreteria Bettino Craxi, di cui era cognato. In qualità di assessore con delega all'edilizia privata sviluppa il piano regolatore generale di Milano. Fa parte ininterrottamente della giunta comunale per oltre un decennio fino al 1980, rivestendo anche la carica di assessore con delega al bilancio. In seguito alla nomina di segretario regionale del Partito Socialista Italiano viene eletto deputato alle elezioni politiche del 1983, permanendo in questa carica per undici anni.
Pillitteri diventò sindaco di Milano, succedendo a Carlo Tognoli, il 21 dicembre 1986 alla guida di una giunta comunale che vede l'alleanza politica con la Democrazia Cristiana, ricalcando a livello nazionale la coalizione del pentapartito. Nel 1987, a seguito di dissidi con il principale alleato, vara un'inedita giunta rosso-verde con il Partito Comunista Italiano e la Federazione delle Liste Verdi. Alle elezioni comunali del 1990 riporta un significativo successo personale con un Partito Socialista Italiano attestato, in città, sul 20% dei voti totali.
Dopo essere stato rieletto deputato nelle elezioni politiche del 1992 (le ultime della cosiddetta Prima Repubblica) nei primi di maggio dello stesso anno riceve, unitamente al suo predecessore Carlo Tognoli, un avviso di garanzia per il reato di ricettazione riguardo a 500 milioni di lire, nell'ambito dell'inchiesta Mani pulite. Nel 1996 verrà poi condannato in via definitiva per il reato di ricettazione, con una pena stabilita a 2 anni e 6 mesi di reclusione dalla corte d'appello.
Parallelamente alla venticinquennale carriera politica all'interno dei settori partitici inseriti nel Partito Socialista, inoltre collaborò con diversi importanti quotidiani socialisti come l'Avanti! ed è stato anche condirettore del quotidiano L'Opinione delle libertà. È stato docente di storia del cinema alla Libera Università di lingue e Comunicazione ed un prolifico autore di libri e saggi concernenti il cinema e l'attività politica.
Paolo Pillitteri è morto all'Ospedale San Raffaele di Milano il 5 dicembre 2024, giorno del suo 84º compleanno. I funerali sono stati celebrati il 9 dicembre successivo nella chiesa di Santa Maria del Suffragio ed è stato inoltre indetto il lutto cittadino dal sindaco Beppe Sala. Il feretro è stato poi tumulato nella tomba familiare nel cimitero di Postalesio, in Valtellina. 

## Vita privata
È stato sposato con Rosilde Craxi, sorella di Bettino, per 52 anni e fino alla morte di lei, avvenuta il 24 settembre 2017. Il 10 giugno 2022 si è risposato con Cinzia Gelati.
Ha due figli: Stefano, avvocato penalista che è stato assessore alle qualità, ai servizi del cittadino, ai servizi civici e alla semplificazione normativa nella giunta comunale di Milano guadata da Letizia Moratti, e Maria Vittoria, che ha ricoperto diversi ruoli di rilevanza in Mediaset.